# James Eckhouse
James Hays Eckhouse (Chicago, 14 februari 1955) is een Amerikaans acteur.
Nadat hij stopte met zijn studie aan de MIT, werd Eckhouse een acteur die zijn debuut maakte met een figurantenrol in Trading Places (1983). Hij wordt het best herinnerd door zijn rol van Jim Walsh in de succesvolle serie Beverly Hills, 90210, waarin hij van 1990 tot en met 1995 een vaste rol had.
Hierna had hij voornamelijk gastrollen in andere series. In zijn gehele carrière, had hij gastrollen in onder andere The Equalizer, thirtysomething, Matlock, Dharma & Greg, Chicago Hope, Nash Bridges, Batman Beyond, Once and Again, CSI: Crime Scene Investigation, Touched by an Angel, Strong Medicine, The West Wing, Judging Amy, The Practice, The District, Without a Trace, Las Vegas, Boston Legal, Close to Home, Medium, Crossing Jordan, Commander in Chief, Jericho en Nip/Tuck.

## Filmografie
Televisieserie:
Minimaal 2 afleveringen
- American Playhouse - als Steven (2 afleveringen, 1986)
- The Equalizer - als Officier van Justitie/Steve (2 afleveringen, 1986-1987)
- Spenser: For Hire - als Carl Westmore/Robert Jordan (2 afleveringen, 1985-1988)
- CBS Summer Playhouse - als David/Max Galpin (2 afleveringen, 1987-1989)
- Beverly Hills, 90210 - als Jim Walsh/Dr. Edwards (143 afleveringen, 1990-1998)
- Chicago Hope - als Jerry Kleiman/Peter Morissey (2 afleveringen, 1996-1998)
- Once and Again - als Lloyd Lloyd (4 afleveringen, 1999-2000)
- Las Vegas - als Cy Lipshitz/Tolliver (2 afleveringen, 2004-2007)
- CSI: Crime Scene Investigation - als Paul Trent/Hank Marlowe (2 afleveringen, 2001-2009)
- The Good Wife - als Walter Kermani (2 afleveringen, 2011)
- Days of our Lives - als Rechter Sims (10 afleveringen, 2013)
- Masters of Sex - als Dr. Chuck Ingram (2 afleveringen, 2013)

Televisiefilm:
- Will There Really Be a Morning? - als Harold Clurman (1983)
- The Christmas Wife - als Jim Tanner (1988)
- In the Best Interest of the Child - als Chilton (1990)
- Sisters - als Mark (1990)
- Moment of Truth: Why My Daughter? - als Sergeant Jack Powell (1993)
- Spring Fling! - als George (1995)
- Terminal - als Dr. Maxwell (1996)
- Intimate Betrayal - als Paul (1996)
- Jingle Bells - als Vader (1999)
- Love's Everlasting Courage - als Mr. Harris (2011)
- Second Chances - als Dr. Coleman (2013)
- The Good Mother - als Dr. Cullen (2013)
- Paulie - als Eric (2013)

Film:
- Trading Places - als Guard (1983)
- Blue Heaven - als Tony Sabella (1985)
- When Nature Calls - als Bobby (1985)
- 84 Charing Cross Road - als Tandarts Joey (1987)
- Fatal Attraction - als Man in Japans Restaurant (1987)
- Shakedown - als Steve Rosen (1988)
- Big - als Opzichter (1988)
- Cocktail - als Toerist (1988)
- Fat Man and Little Boy - als Robert Harper (1989)
- Defending Your Life - als Jeep Eigenaar (1991)
- Leaving Normal - als Rich (1992)
- Junior - als Ned Sneller (1994)
- One True Thing - als Officier van Justitie (1998)
- The Learning Curve - als Mr. Stevens (2001)
- Malevolent - als Dorland (2002)
- Cathedral - als Ed (2002)
- The Sure Hand of God - als Benny Ballard (2004)
- A Cinderella Story - als Mr. Farrell (2004)
- Guess Who - als Werkman #1 (2005)
- Jimmy and Judy - als Jimmy's Vader (2006)
- Crossing the Line - als Dave (2007)
- The Erogenous Zone - als Dr. Wheeler (2007)
- Half-Life - als Richard Parker (2008)
- Extreme Movie - als Jessica's Vader (2008)
- Wake - als Mr. Williams (2009)
- Weak Species - als George's Vader (2009)
- Love at First Hiccup - als Christian (2009)
- The Purple Hat - als The Man (2010)
- The Big Bris - als Morty (2011)
- The Avengers - als Senator Boynton (2012)
- Shotgun Wedding - als Philip 'Flip' Milton (2013)

- International Standard Name Identifier: 0000 0001 1457 6295
- Library of Congress Control Number: no2006122873
- Nederlandse Thesaurus van Auteursnamen: 14931387X
- SNAC: w6ws9j4n
- Virtual International Authority File: 161580580
- WorldCat: E39PBJfMptRpD7mhjVTJ7H4wmd